# スブラキ

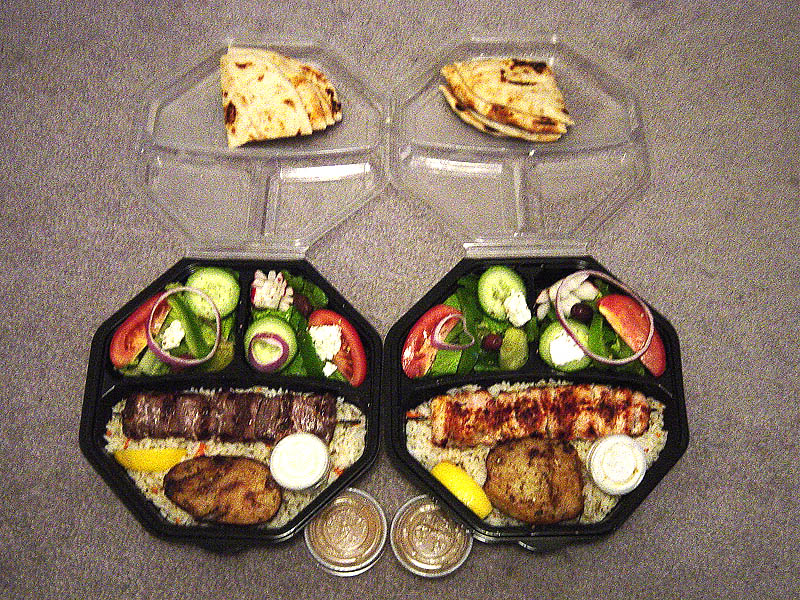
テイクアウトのスブラキ・プラッター

スブラキ (souvlaki、現代ギリシア語：σουβλάκι, [suˈvlaci]) は小さく切った肉を串焼きにした、代表的なギリシア料理。トルコ料理のシシケバブや日本の焼き鳥に類似し、現地では鉄道の売店や車内販売でも買える一般的なファストフード。

## 概要
一口大に切った肉（主に鶏肉か豚肉）を串刺しにし、炭火焼きかグリルしたもの。ザジキを添えることがある。
多くのレストランのメニューにもあるが、スブラキのファーストフード店も多い。レストランでは皿に載せて出されるが、ファーストフード店では野菜と共にピタにはさまれて出されることもある。